# جون أور يونغ
جون أور يونغ (بالإنجليزية: John Orr Young)‏ هو صانع إعلانات ‏ أمريكي، ولد في 25 يونيو 1886 في ليون في الولايات المتحدة، وتوفي في 1 مايو 1976 في Southbury, Connecticut ‏ في الولايات المتحدة.

## وصلات خارجية
- جون أور يونغ على موقع إن إن دي بي (الإنجليزية)